# Léa Linster
Léa Linster (Differdange, 27 april 1955) is een Luxemburgs chef-kok. Ze is de eigenaar van drie hoog geklasseerde restaurants: Restaurant Léa Linster, Au Quai de la Gare en Kaschthaus. In 1987 ontving ze een Michelinster, in 1989 gevolgd door de Bocuse d'Or. Linster is de enige vrouwelijke chef-kok die deze prestigieuze prijs – vernoemd naar Paul Bocuse – heeft gekregen.

## Biografie
De ouders van Linster hadden een café-restaurant, zodat ze zelf ook al vanaf een jonge leeftijd vertrouwd raakte met het horecavak. Ze hielp bovendien vaak mee met koken en andere taken in de zaak. Ze volgde in Frankrijk een studie en keerde daarna terug naar haar geboorteland om in 1982 het familiebedrijf over te nemen. Ze runt de zaak nu met haar zoon Louis.
Linster wist het restaurant naar een hoger niveau te tillen en kreeg in 1987 een Michelinster. Ze werd in datzelfde jaar als eerste vrouw benoemd tot Maître Cuisinier van Luxemburg, waarmee ze door de overheid werd erkend als topkok. De Luxemburgse chef-kok won de jaren erop meer prijzen. Zo won ze in 1989 als eerste vrouw ooit de Bocuse d'Or, werd ze in 1990 gehuldigd als zakenvrouw van Europa en kreeg ze in 1996 de Gastronomische Gouden Sleutel van Gault et Millau. Bovendien won ze in oktober 2002 de Michele Schumacher Award. Gault et Millau benoemde Linster in 2009 tevens tot Franse chef van het Jaar.